# Ladislas Lazaro

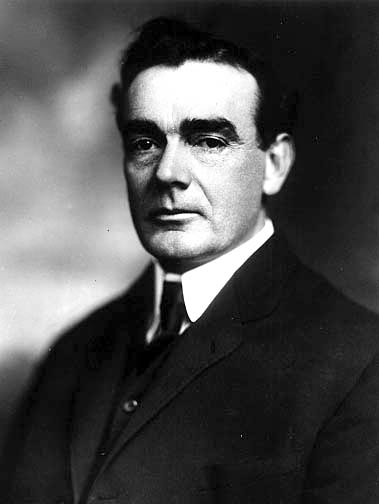
Ladislas Lazaro

Ladislas Lazaro (* 5. Juni 1872 in Ville Platte, Evangeline Parish, Louisiana; † 30. März 1927 in Washington, D.C.) war ein US-amerikanischer Politiker. Zwischen 1913 und 1927 vertrat er den Bundesstaat Louisiana im US-Repräsentantenhaus.

## Werdegang
Ladislas Lazaro besuchte sowohl öffentliche als auch private Schulen und danach das Holy Cross College in New Orleans. Anschließend studierte er bis 1894 am Medical College in Louisville (Kentucky) Medizin. Nach seiner Zulassung als Mediziner praktizierte er bis 1913 als Arzt in Washington (Louisiana). Gleichzeitig wurde er auch in der Landwirtschaft tätig. Außerdem war Lazaro Mitglied im Schulrat seines Heimatbezirks.
Politisch wurde er Mitglied der Demokratischen Partei. Zwischen 1908 und 1912 gehörte er dem Senat von Louisiana an. Bei den Kongresswahlen des Jahres 1912 wurde Lazaro im siebten Wahlbezirk seines Staates in das US-Repräsentantenhaus in Washington gewählt, wo er am 4. März 1913 die Nachfolge von Arsène Pujo antrat. Nach sieben Wiederwahlen konnte er bis zu seinem Tod am 30. März 1927 im Kongress verbleiben. In diese Zeit fiel der Erste Weltkrieg. Außerdem wurden zwischen 1913 und 1920 der 16., der 17., der 18. und der 19. Verfassungszusatz verabschiedet.
Ladislas Lazaro wurde in seinem Geburtsort Ville Platte beigesetzt.